# Circuit Switched Data
En comunicacions, Circuit Switched Data (CSD) és la forma original de transmissió de dades desenvolupada per als sistemes de telefonia mòbil basats en l'accés múltiple per divisió de temps (TDMA), com el Global System for Mobile Communications (GSM). Després del 2010, molts operadors de telecomunicacions van deixar de suportar CSD, i el CSD ha estat substituït per GPRS i EDGE (E-GPRS).

## Part tècnica
CSD utilitza una única franja horària de ràdio per oferir transmissió de dades de 9,6 kbit/s al subsistema de commutació de xarxa GSM on es podria connectar mitjançant l'equivalent d'un mòdem normal a la xarxa telefònica commutada pública (PSTN), permetent trucades directes a qualsevol marcatge. Per a la compatibilitat enrere, l'estàndard IS-95 també admet dades de commutació de circuit CDMA. Tanmateix, a diferència de TDMA, no hi ha franges horàries i totes les ràdios CDMA poden estar actives tot el temps per oferir velocitats de transmissió de dades de fins a 14,4 kbit/s. Amb l'evolució de CDMA a CDMA2000 i 1xRTT, l'ús de dades de commutació de circuits CDMA IS-95 va disminuir a favor de les velocitats de transmissió de dades més ràpides disponibles amb les noves tecnologies.
Abans del CSD, la transmissió de dades a través de sistemes de telefonia mòbil es feia mitjançant un mòdem, integrat al telèfon o connectat a ell. Aquests sistemes estaven limitats per la qualitat del senyal d'àudio a 2,4 kbit/s o menys. Amb la introducció de la transmissió digital en sistemes basats en TDMA com el GSM, CSD va proporcionar accés gairebé directe al senyal digital subjacent, permetent velocitats més altes. Al mateix temps, la compressió d'àudio orientada a la veu utilitzada a GSM significava que les taxes de dades amb un mòdem tradicional connectat al telèfon haurien estat fins i tot més baixes que amb sistemes analògics més antics.
Una trucada CSD funciona de manera molt semblant a una trucada de veu normal en una xarxa GSM. S'assigna una única franja horària de ràdio dedicada entre el telèfon i l'estació base. S'assigna una "ranura temporal" dedicada (16 kbit/s) des de l'estació base al transcodificador i, finalment, s'assigna una altra franja horària (64 kbit/s) des del transcodificador al centre de commutació mòbil (MSC).
A l'MSC, és possible utilitzar un mòdem per convertir-se en un senyal analògic, encara que normalment es codificarà com a senyal de modulació de codi de pols digital (PCM) quan s'envia des de l'MSC. També és possible utilitzar directament el senyal digital com a senyal de dades de xarxa digital de serveis integrats (RDSI) i alimentar-lo a l'equivalent d'un servidor d'accés remot.

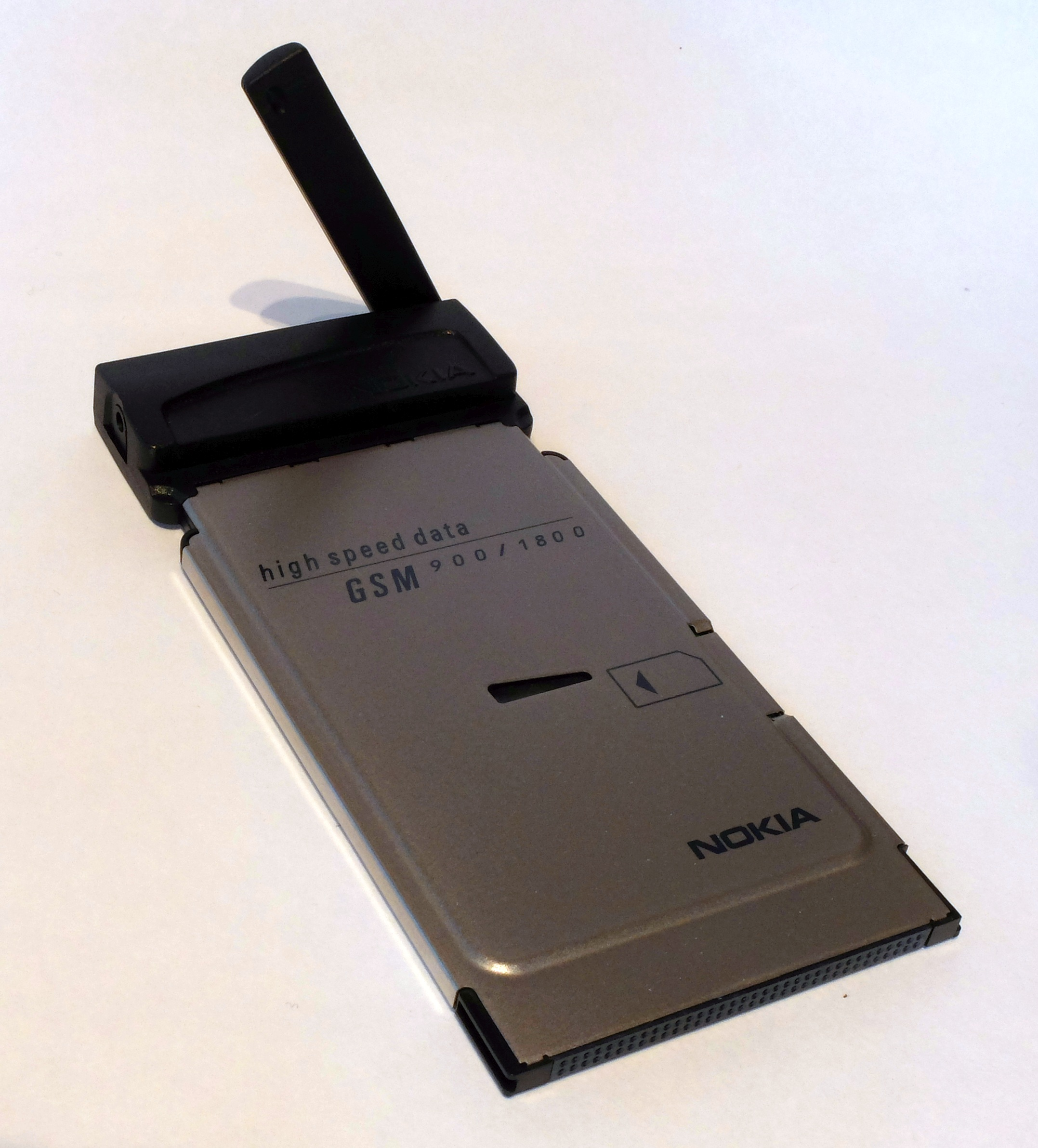
Pocs dispositius admeten HSCSD: la targeta per PC Nokia CardPhone 2.0 és una d'elles.

## Dades de commutació de circuits d'alta velocitat (HSCSD)
High Speed Circuit Switched Data (HSCSD) és una millora de CSD dissenyada per proporcionar velocitats de dades més altes mitjançant una codificació de canals més eficient i/o múltiples (fins a 4) franges horàries. Requereix que les franges horàries que s'utilitzen estiguin totalment reservades a un sol usuari. Una taxa de transferència de fins a 57,6 kbit/s (és a dir, 4 × 14,4 es pot arribar a kbit/s), o fins i tot 115 kbit/s si una xarxa permet combinar 8 ranures en lloc de només 4. És possible que ja sigui al començament de la trucada o en algun moment durant una trucada, no serà possible que la sol·licitud completa de l'usuari es compleixi, ja que la xarxa sovint està configurada per permetre que les trucades de veu normals tinguin prioritat durant el temps addicional. ranures per als usuaris de HSCSD.
HSCSD també és una opció en sistemes Enhanced Data Rates per a GSM Evolution (EDGE) i Universal Mobile Telecommunications System (UMTS) on les taxes de transmissió de dades de paquets són molt més altes. En el sistema UMTS, els avantatges de l'HSCSD respecte a les dades de paquets són encara menors, ja que la interfície de ràdio UMTS s'ha dissenyat específicament per suportar connexions de paquets d'amplada de banda alta i baixa latència. Això vol dir que el motiu principal per utilitzar HSCSD en aquest entorn seria l'accés als sistemes de connexió telefònica heretats.
La transmissió de dades GSM ha avançat des de la introducció de CSD:
- El servei general de ràdio de paquets (GPRS) proporciona una transmissió de dades basada en paquets més eficient directament des del telèfon mòbil a velocitats aproximadament el doble de les de HSCSD.
- Les tarifes de dades millorades per a GSM Evolution (EDGE) (E-GPRS) i el sistema universal de telecomunicacions mòbils (UMTS) proporcionen interfícies de ràdio millorades amb velocitats de dades més altes, alhora que són compatibles amb la xarxa central GSM.